# 도메스틱 그녀
《도메스틱 그녀》(일본어: ドメスティックな彼女 도메스팃쿠나 가노조[*])는 사스가 케이에 의해 만들어진 일본의 만화 작품이다. 《주간 소년 매거진》(코단샤)에서 2014년 21·22 합병호로부터 2020년 28호까지 연재되었다. 약칭은 '도메카노(ドメカノ)'.
사스가 케이에게 있어서 2번째의 《주간 소년 매거진》 연재 만화다. 로고는 필기풍의 문자에 'DOME×KANO'라고 하는 로마자가 병기되었다. 2020년 2월 시점에서 단행본의 누계 발행 부수는 500만 부를 돌파했다.
전작 《GE ~굿 엔딩~》과 마찬가지로 청소년의 러브 코미디를 소재로 하고 있다. 소년지로서는 드문 음행이나 불륜 등의 '부도덕' 요소가 픽업되었다. 또한 방임이나 약물 의존, LGBT 등 사회 문제도 포함되어 있다. 주요 캐릭터들의 복잡한 연애 사정에 의한 시리어스 전개에 더해, 종래의 소년 만화적인 개그 코미디 요소를 섞은 작풍이 특징이다.
제목의 '도메스틱(domestic)'은 영어로 '가정내의'라는 의미이지만, 그 어감으로부터 도메스틱 바이오렌스(가정폭력)를 다룬 작품이라고 오해되지 않도록, 저자는 염려해 단행본 제1권의 커버 아래에서 "바이오렌스한 이야기는 아니다"라고 설명하고 있다.
단행본에서는 여성의 알몸 묘사에서 잡지에서는 그려지지 않은 젖꼭지를 추가하는 등의 수정이 이루어졌다다. 증간 《매거진 SPECIAL》의 2014년 8월호에는 번외편이 게재되어 제1권에 수록되었다. 제4권과 제8권에는 초판 한정으로 봉철 페이지가 설치되어(모두 전자책판은 제외한다), 전술한 요소가 너무 과격해서 그릴 수 없는 과거 이야기의 성행위를 그리는 번외편이, 젖꼭지 첨부로 그려져있다. 단행본 12권의 특장판에서는 후술하는 신작 소설이, 신작 1개·신작 일러스트를 더한 형태로 소책자로서 동봉되어, 단행본 15권의 특장판에서는 문예부 멤버의 그 후를 그려낸 번외편과, 모모와 리츠가 맺어지는 이야기를 그린 번외편이 소책자로서 동봉되었다.
잡지 한정으로의 게재로 되어 있는 특별 기획도 있어, 2016년 제48호(10월 26일 발매)에는 〈도메스틱 관능 소설〉이라고 명중한 후유노 히지에 의한 신작 소설이, 2016년 51호(11 월 16일 발매)와 2017년 18호(4월 5일 발매)에는 가방 철사 기획으로서, 각각 나츠오와 루이, 나츠오와 히나의 2번째의 성 행위가, 봉지 철자의 형태로 젖꼭지 첨부로 신고되어 각각 게재되고 있다. 또한 2019년 6호에서는 루이가 뉴욕에 가기 전에 나츠오와 행위에 이르는 이야기가 가방 바인딩 형태로 새겨져 게재되었다.
단행본에의 수록시에는, 기본적으로는 잡지 게재 순서인 채로 되어 있지만, 제6권에서는 제55화까지의 잡지 게재분(2015년 제30호분까지)의 후, 2015년 제36·37합병호(2015년 8월 5일 발매) 게재분의 최종 3페이지분의 에피소드가 들어가, 잡지의 본래의 게재 순서와 일부 다른 형태로 수록되었다.

## 줄거리
소설가 지망의 아카모리 고등학교 2학년 후지이 나츠오는 영어 교사인 타치바나 히나에게 마음을 전했다. 어느 날, 나츠오는 친구에게 초대되어 참가한 타교생 여자와의 단체 미팅으로 타치바나 루이와 만나, 육체 관계를 가진다. 향후 일절 관련되지 않는다고 말하고 루이와 헤어진 나츠오였지만, 그 며칠 후, 아버지 아키히토의 재혼이 결정. 상대의 여성에게도 나츠오와 동갑의 자식이 있다고 한다. 후지이 가문에 인사에 방문한 여성 타치바나 츠키코가 데리고 있던 것은 무려 히나와 루이였다. 의붓남매가 되는 상대가 사랑하는 사람 사람과 첫 경험의 상대라는 사정으로인해 당초에 재혼에 부정적이었던 나츠오이지만, 어머니를 생각하는 루이의 마음을 알고 재혼에 찬성한다. 이렇게 두 사람과 의리의 동생이 된다는 기묘한 생활이 시작되는 것이었다. 루이는 이것을 계기로 나츠오와 히나가 있는 아카모리 고등학교에 전학간다.

## 등장인물
후지이 나츠오(藤井 夏生)
성우 - 야시로 타쿠, 키토 아카리(어린 시절)
본작의 주인공. 생일은 7월 13일. 혈액형은 A형. 키는 178cm이다.
좋아하는 가수는 KIRINJI, 토키 아사코, 요네즈 켄시, 호시노 겐, YUKI.
좋아하는 작가는 다자이 오사무, 무라카미 하루키, 모리미 도미히코, 사사키 마루미.
소설가를 지망하는 남자 학생. 아카모리 고등학교 → 메이지 대학 문학부. 강한 천연 파마가 특징. 부자 가정 성장.
수업 중 숨어 집필을 하고 있을 만큼 창작 의욕이 강하다. 단정한 외모에 돌보는 좋아하는 성분이 섞여 이성으로부터 매우 인기가 있다. 한편, 참견에 의해 귀찮은 사정에 휩쓸리는 경우도 많이 있어, 그 때마다 해결에 이끌어 간다. 기본 상냥한 성격이지만 본인은 자각하지 않지만 우유부단하고 평소 이성에 대해 무신경하고 무배려한 면이 있어 그 탓에 무의미하게 불쾌한 생각을 시켜 버리거나 상대를 상처 입히는 점이 있다
타치바나 루이(橘 瑠衣)
성우 - 우치다 마아야
본작의 히로인. 생일은 9월 5일. 혈액형은 A형. 키는 155cm이다.
좋아하는 가수는 나카지마 미유키, 야마시타 타츠로, 사다 마사시, 플라워 컴패니즈, 쿠로키 나기사, 모리타 도지.
좋아하는 작가는 미야베 미유키, 쿄고쿠 나츠히코, 미나토 카나에, 히가시노 케이고, 마이조 오타로.
사쿠라가와 고교→아카모리 고교→이탈리아 레스토랑 '템포 페리체'의 종업원. 단발컷이 특징. 모자 가정에서 자랐다.
초기에는 감정 표현이 부족하고 퉁명스러운 말투가 특징. 처음에는 이른바 독불장군이었고 친구관계도 희박했다. 정조관념도 느슨해 나체를 보여도 크게 신경쓰지 않고 고등학교 2학년 때 병원에 데려가지 못할 때 열이 날 때 경구약 해열제가 없어 나츠오과 츠키코에게 냉장고에 있는 좌약을 사용하게 되더라도 불평 하나 없이 자신에게 삽입해 달라는, 1회에서는 만난 지 얼마 되지 않은 나츠오에게 처녀를 바쳤다. 작중에서는 별로 강조되지 않았지만 눈물이 여리다.
타치바나 히나(橘 陽菜)
성우 - 히카사 요코
본작의 또 다른 히로인. 생일은 4월 6일. 혈액형은 O형. 키는 163cm.
좋아하는 가수는 우타다 히카루, 아무로 나미에, RADWIMPS, 이마이 미키, 스키마스위치.
좋아하는 작가는 나시키 카호, 미우라 시온, 이케이도 준, 아사노 아츠코, 시마모토 리오.
루이의 친언니. 아카모리 고등학교의 2학년 3반 담임(영어 교사), 배구부의 부고문→호텔의 프론트 업무. 긴머리와 거유가 특징.
나츠오의 고교 입학 때 똑같이 부임해 온 신임 교사. 천진난만하고 높은 사교성을 지녔으며 미모로 남학생들 사이에서는 높은 인기를 자랑한다. 그러나 사생활은 칠칠치 못하고 루이에게서도 조잡하게 취급되고 있다. 친아버지와 헤어져 오랫동안 모녀 가정에서 지내다 보니 이성에 대해 무방비인 면도 많다. 요리 솜씨는 루이나 츠키코도 걱정할 정도로 나쁘고, 간단한 것밖에 만들 수 없다. 술을 좋아하지만 술버릇이 매우 나쁘다. 귀가 약하다.
루이가 히나의 사교성을 선망하고 있는 한편, 히나도 둘째 딸이기 때문에 자유롭게 행동하는 루이에 대해서, 어떤 의미에서의 콤플렉스를 안고 있다.
후지이 아키히토(藤井 昭人)
성우 - 토비타 노부오
나츠오의 친아버지. 안경을 쓴 중년 직장인.
타치바나 츠키코(橘 都樹子)
성우 - 히노 유리카
루이·히나의 친어머니. 일류 기업에서 간부를 맡고 있는 커리어 우먼.
카시와하라 모모(柏原 もも)
성우 - 요시무라 하루카
나츠오의 동급생. 첫등장 시점의 반은 2반.
갈색 머리의 긴 웨이브와 거유가 특징. 교제 경험이 풍부하여 본인 가로되 '인원수로만 따지면 30명 정도'라고 한다. 부모님은 맞벌이로 잘 돌아오지 않고 고층 아파트에 살고 있다.
아시하라 미우(葦原 美雨)
성우 - 코하라 코노미
나츠오의 동급생. 문예부의 전 부장. 첫등장시의 반은 7반.
마츠카와 J 알렉스(松川・J・アレックス)
성우 - 하타나카 타스쿠
여름방학이 끝난 뒤 전입해 온 귀국 자녀의 일본계인.
키리야 레이지(桐谷 怜士)
성우 - 미도리카와 히카루
국어 교사, 문예부 고문.
마사오카 유야(柾岡 悠弥)
성우 -  마스야마 타케아키
나츠오의 친구. 소개팅을 좋아한다.
키네 카즈시(木根 和志)
성우 - 카지와라 가쿠토
나츠오의 친구.
쿠리모토 후미야(栗本 文哉)
성우 - 에구치 타쿠야
나츠오의 소꿉친구. 예전에는 같은 단지에 살고 있어, 가족끼리 교제가 있었다. 취미는 에로책 감상과 에로게임.
안경을 쓴 뚱뚱한 소년. 어머니와 여동생이 있다.
코바야시 마사키(小林 昌樹)
성우 - 츠다 켄지로
찻집 '라만'의 마스터.
하기와라 슈(萩原 柊)
성우 - 히라카와 다이스케
하루나의 전 교제 상대. 유명 대학에 근무하는 연구원. 32세.
기혼자이지만 속박이 심한 아내와는 어울리지 않아 나중에 이혼한다.
츠타야 소지로(蔦谷 聡一郎)
성우 - 우에다 요지
신훙샤 문예부의 편집원, 나츠오의 담당자.

## 서지 정보
- 사스가 케이 《도메스틱 그녀》 코단샤 〈코단샤 코믹스〉, 전 28권
  1. 2014년 7월 17일 발매[講 1], ISBN 978-4-06-395137-0
  2. 2014년 9월 17일 발매[講 2], ISBN 978-4-06-395195-0
  3. 2014년 11월 17일 발매[講 3], ISBN 978-4-06-395248-3
  4. 2015년 2월 17일 발매[講 4], ISBN 978-4-06-395294-0
  5. 2015년 5월 15일 발매[講 5], ISBN 978-4-06-395394-7
  6. 2015년 8월 17일 발매[講 6], ISBN 978-4-06-395462-3
  7. 2015년 11월 17일 발매[講 7], ISBN 978-4-06-395534-7
  8. 2016년 2월 17일 발매[講 8], ISBN 978-4-06-395599-6
  9. 2016년 5월 17일 발매[講 9], ISBN 978-4-06-395678-8
  10. 2016년 8월 17일 발매[講 10], ISBN 978-4-06-395734-1
  11. 2016년 11월 17일 발매[講 11], ISBN 978-4-06-395799-0
  12. 2017년 2월 17일 발매[講 12], ISBN 978-4-06-395870-6 (통상판), ISBN 978-4-06-362351-2 (특장판)
  13. 2017년 5월 17일 발매[講 13], ISBN 978-4-06-395942-0
  14. 2017년 7월 14일 발매[講 14], ISBN 978-4-06-510068-4 (통상판), ISBN 978-4-06-510127-8 (특장판)
  15. 2017년 9월 15일 발매[講 15], ISBN 978-4-06-510193-3 (통상판), ISBN 978-4-06-510174-2 (특장판)
  16. 2017년 11월 17일 발매[講 16], ISBN 978-4-06-510386-9 (통상판), ISBN 978-4-06-510823-9 (특장판)
  17. 2018년 2월 16일 발매[講 17], ISBN 978-4-06-510964-9 (통상판), ISBN 978-4-06-510965-6 (특장판)
  18. 2018년 4월 17일 발매[講 18], ISBN 978-4-06-511268-7 (통상판), ISBN 978-4-06-511269-4 (한정판)
  19. 2018년 7월 17일 발매[講 19], ISBN 978-4-06-511788-0 (통상판), ISBN 978-4-06-511790-3 (특장판)
  20. 2018년 10월 17일 발매[講 20], ISBN 978-4-06-512990-6 (통상판), ISBN 978-4-06-513636-2 (특장판)
  21. 2018년 12월 17일 발매[講 21], ISBN 978-4-06-513483-2 (통상판), ISBN 978-4-06-514118-2 (특장판)
  22. 2019년 3월 15일 발매[講 22], ISBN 978-4-06-514423-7 (통상판), ISBN 978-4-06-515067-2 (특장판)
  23. 2019년 6월 17일 발매[講 23], ISBN 978-4-06-515317-8 (통상판), ISBN 978-4-06-515233-1 (특장판)
  24. 2019년 9월 17일 발매[講 24], ISBN 978-4-06-516452-5 (통상판), ISBN 978-4-06-515234-8 (특장판)
  25. 2019년 11월 15일 발매[講 25], ISBN 978-4-06-517363-3 (통상판), ISBN 978-4-06-515235-5 (특장판)
  26. 2020년 2월 17일 발매[講 26], ISBN 978-4-06-518454-7 (통상판), ISBN 978-4-06-519259-7 (특장판)
  27. 2020년 5월 15일 발매[講 27], ISBN 978-4-06-518855-2 (통상판), ISBN 978-4-06-518862-0 (특장판)
  28. 2020년 8월 17일 발매[講 28], ISBN 978-4-06-520338-5 (통상판), ISBN 978-4-06-520339-2 (특장판)
- 사스가 케이 《도메스틱한 그녀 공식 얇은 책》 2020년 8월 17일 발매[講 29], ISBN 978-4-06-520340-8

## TV 애니메이션
2019년 1월부터 3월까지 마이니치 방송 "아니메이즘"  B1 시간대 등에서 방송되었다.

### 스태프
- 원작 - 사스가 케이(流石景)[7]
- 감독 - 이바타 쇼타(井畑翔太)[7]
- 시리즈 구성 - 타카하시 타츠야(髙橋龍也)[7]
- 애니메이션 캐릭터 디자인 - 이데 나오미(井出直美)[7]
- 미술 감독 - 시만웨이(魏斯曼)[4]
- 미술 설정 - 타카하시 마호(高橋麻穂)[4]
- 색채 설계 - 하야시 유키(林 由稀)[4]
- 촬영 감독 - 이토 야스유키(伊藤康行)[4]
- 편집 - 코지마 토시히코(小島俊彦)[4]
- 음향 감독 - 타테이시 야요이(立石弥生)[4]
- 음향 제작 - 비트 프로모션(ビットプロモーション)[4]
- 음악 - 코우다 마사토(甲田雅人)[4]
- 음악 제작 - 플라잉 독(フライングドッグ)[4]
- 프로듀서 - 사와다 아이리(澤田愛理), 이토 요헤이(伊藤洋平), 니시베 마코토(西辺 誠), 마에다 토시히로(前田俊博), 아오이 히로유키(青井宏之)
- 애니메이션 프로듀서 - 아마노 쇼타(天野翔太)
- 애니메이션 제작 - 디오미디어[7]
- 제작 - 도메카노 제작위원회(DMM Pictures, 코단샤, 플라잉 독, 마이니치 방송)

### 주제가
목마름을 외치다(カワキヲアメク)
오프닝 테마. 작사·작곡·노래는 미나미.
내 멋대로(わがまま)
통상 엔딩 테마. 작사·작곡·노래는 타키가와 아리사.
Always
제8화 엔딩 테마. 작사·작곡·노래는 타키가와 아리사.
덧없는 키스로 끝내고(儚いキスで終わらせて)
제7화 삽입곡.  작사·작곡·편곡은 ZAI-ON, 노래는 타치바나 히나(히카사 요코)
Monochrome
제10화 삽입곡. 작사·작곡·편곡은 이토 나오키, 노래는 타치바나 루이(우치다 마아야)

### 방영 목록
| 화수   | 제목                                                 | 각본            | 그림 콘티                   | 연출                        | 작화 감독                                                                                               | 총작화 감독                               | 방송일          |
| ------ | ---------------------------------------------------- | --------------- | --------------------------- | --------------------------- | --- | ----------------------------------------- | --------------- |
| 제1화  | ここであたしと、してくんない? 여기서 나랑 안 할래?   | 타카하시 타츠야 | 이바타 쇼타                 | 이바타 쇼타                 | 이데 나오미 이시카와 마사카즈 니시다 미야코                                                             | 이데 나오미                               | 2019년 1월 12일 |
| 제2화  | もしかして、しちゃった? 혹시 해버린 거야?            | 타카하시 타츠야 | 이바타 쇼타                 | 코쵸란 아게하               | 이데 나오미 이시카와 마사카즈 후쿠다 케이타 사토 카츠유키 synod                                         | 이데 나오미                               | 1월 19일        |
| 제3화  | やっぱり、ホントなんですか? 역시 정말 그런 거예요?   | 타카하시 타츠야 | 쿠사카와 케이조             | 大之水 枝                   | 이시카와 마사카즈 와다 신이치 박지호                                                                    | 이데 나오미                               | 1월 26일        |
| 제4화  | どうなの、君は? 너는, 어때?                          | 타카하시 타츠야 | 카쿠치 타쿠다이             | 이바타 쇼타 코쵸란 아게하   | 후쿠다 케이타 니시다 미야코 synod                                                                       | 이데 나오미                               | 2월 2일         |
| 제5화  | 好きになってもいい？ 좋아해도 되니?                  | 와타리 와타루   | 이바타 쇼타                 | 코쵸란 아게하               | 이시카와 마사카즈 후쿠다 케이타 카토 히로마사 와다 신이치 혼다 타츠오 키쿠치 카즈마                     | 이데 나오미                               | 2월 9일         |
| 제6화  | 今ここでキスしてみなさい 지금 여기서 키스해보세요    | 오쟈쿠손        | 아오야마 히로시             | 코쵸란 아게하               | 후쿠다 케이타 혼다 타츠오 박지호 와다 신이치 타나카 아야 synod                                          | 이데 나오미 코하라 마코토 마츠모토 마유코 | 2월 16일        |
| 제7화  | 付き合うって、こういうことだよ 사귄다는 건 이런 거야 | 와타리 와타루   | 오오무라 마사시 이바타 쇼타 | 오오무라 마사시 이바타 쇼타 | 이시카와 마사카즈 후쿠다 케이타 니시다 미야코 혼다 타츠오 synod                                         | 이데 나오미 코하라 마코토 마츠모토 마유코 | 2월 23일        |
| 제8화  | 大人じゃなくていいです 어른 아니어도 괜찮아요        | 오쟈쿠손        | 이바타 쇼타                 | 코쵸란 아게하               | 이시카와 마사카즈 후쿠다 케이타 카토 히로마사 니시다 미야코 와다 신이치 혼다 타츠오 synod               | 이데 나오미 코하라 마코토 마츠모토 마유코 | 3월 2일         |
| 제9화  | そんなこと、言わないで? 그런 말은 하지 마            | 와타리 와타루   | Royden B                    | 코쵸란 아게하               | 이시카와 마사카즈 카토 츠루기 혼다 타츠오 오오무라 마사시 박지호 키쿠치 카즈마사                        | 이데 나오미 코하라 마코토 마츠모토 마유코 | 3월 9일         |
| 제10화 | うそつき……っ 거짓말쟁이                              | 오쟈쿠손        | 이바타 쇼타                 | 이바타 쇼타                 | 이시카와 마사카즈 후쿠다 케이타 니시다 미야코 오오무라 마사시 와다 신이치 박지호 synod                  | 이데 나오미 코하라 마코토 마츠모토 마유코 | 3월 16일        |
| 제11화 | ホントにいいの? 정말 괜찮아?                         | 타카하시 타츠야 | 요시다 토오루               | 코쵸란 아게하               | 이시카와 마사카즈 후쿠다 케이타 니시다 미야코 오오무라 마사시 백윤주 synod                              | 이데 나오미 코하라 마코토 마츠모토 마유코 | 3월 23일        |
| 제12화 | ごめんね。愛してる 미안해. 사랑해                    | 타카하시 타츠야 | 이바타 쇼타                 | 이바타 쇼타                 | 이시카와 마사카즈 후쿠다 케이타 니시다 미야코 오오무라 마사시 혼다 타츠오 와다 신이치 synod 이바타 쇼타 | 이데 나오미 코하라 마코토 마츠모토 마유코 | 3월 30일        |

| 마이니치 방송 아니메이즘 B1 | 마이니치 방송 아니메이즘 B1 | 마이니치 방송 아니메이즘 B1              |
| 이전 작품                   | 작품명                      | 다음 작품                                |
| --------------------------- | --------------------------- | ---------------------------------------- |
| 기숙학교의 줄리엣           | 도메스틱 그녀               | 센류소녀/음란한 아오는 공부를 할 수 없어 |

### 내용주
1. ↑  원래는 '가정의', '가정적인'을 나타내며 '길들여졌다'는 뜻도 있다.
2. ↑  《마가 SP》2014년 8월호의 발매일이 7월 19일, 제1권의 발매일이 7월 17일이므로 실제로는 단행본으로 선공개된 셈이다.
3. ↑  119화. 이 봉투철에 대해서는 전자판 소년 매거진 및 후일 발매되는 단행본에는 수록되지 않을 예정인 것으로 알려졌다. 덧붙여 120화는, 성행위의 '사후'로부터 이야기가 재개되었다.[3]

### 참조주
1. ↑  “ドメスティックな彼女：6年の連載に幕　袋とじも　テレビアニメ化も話題のマンガ”. 《まんたんウェブ》. 2020년 6월 10일. 2020년 6월 10일에 확인함.
2. ↑  “流石景「ドメスティックな彼女」累計発行部数500万部突破で池袋駅をジャック”. 《コミックナタリー》. 2020년 2월 23일. 2021년 1월 10일에 확인함.
3. ↑  “過激に攻める16P！「ドメカノ」袋とじがマガジンに、単行本収録予定はなし”. コミックナタリー. 2016년 11월 16일. 2016년 11월 22일에 원본 문서에서 보존된 문서. 2018년 7월 3일에 확인함.
4. 1 2 3 4 5 6 7 8 9 10 11 12 13  “アニメ「ドメスティックな彼女」2019年1月放送開始！藤井夏生役は八代拓（コメントあり）”. 《コミックナタリー》 (ナターシャ). 2018년 10월 11일. 2018年10月11日에 원본 문서에서 보존된 문서. 2018년 10월 11일에 확인함.
5. 1 2 3 4  제20권 p.22
6. ↑  제5권 P.59
7. 1 2 3 4 5 6 7  “流石景「ドメスティックな彼女」TVアニメ化！瑠衣役は内田真礼、陽菜役は日笠陽子（コメントあり）”. 《コミックナタリー》 (ナターシャ). 2018년 7월 12일. 2018年7月12日에 원본 문서에서 보존된 문서. 2018년 7월 12일에 확인함.
8. 1 2 3 4  제20권 p.134
9. ↑  제1권 P.13
10. ↑  제20권 p.78
11. ↑  제2권 P.40
12. ↑  제2권 P.153
13. 1 2 3 4 5 6  “アニメ「ドメスティックな彼女」第1弾PV公開、追加キャストに江口拓也ら（動画 / コメントあり）”. 《コミックナタリー》 (ナターシャ). 2018년 11월 9일. 2018年11月9日에 원본 문서에서 보존된 문서. 2018년 11월 10일에 확인함.
14. 1 2 3  “「ドメカノ」追加キャストに緑川光、平川大輔、津田健次郎！22巻特装版情報も”. 《コミックナタリー》 (ナターシャ). 2018년 12월 14일. 2018年12月14日에 원본 문서에서 보존된 문서. 2018년 12월 14일에 확인함.
15. ↑  “Sounds”. 《テレビアニメ「ドメスティックな彼女」公式サイト》. 2018年11月9日에 원본 문서에서 보존된 문서. 2018년 12월 4일에 확인함.

1. ↑  “ドメスティックな彼女（1） - 講談社コミックプラス”. 2018年7月16日에 원본 문서에서 보존된 문서. 2014년 7월 17일에 확인함.
2. ↑  “ドメスティックな彼女（2） - 講談社コミックプラス”. 2018年7月17日에 원본 문서에서 보존된 문서. 2014년 9월 23일에 확인함.
3. ↑  “ドメスティックな彼女（3） - 講談社コミックプラス”. 2018年7月17日에 원본 문서에서 보존된 문서. 2015년 2월 18일에 확인함.
4. ↑  “ドメスティックな彼女（4） - 講談社コミックプラス”. 2018年7月17日에 원본 문서에서 보존된 문서. 2015년 2월 18일에 확인함.
5. ↑  “ドメスティックな彼女（5） - 講談社コミックプラス”. 2018年7月17日에 원본 문서에서 보존된 문서. 2015년 5월 15일에 확인함.
6. ↑  “ドメスティックな彼女（6） - 講談社コミックプラス”. 2018年7月17日에 원본 문서에서 보존된 문서. 2015년 8월 17일에 확인함.
7. ↑  “ドメスティックな彼女（7） - 講談社コミックプラス”. 2018年7月17日에 원본 문서에서 보존된 문서. 2015년 11월 17일에 확인함.
8. ↑  “ドメスティックな彼女（8） - 講談社コミックプラス”. 2018年7月16日에 원본 문서에서 보존된 문서. 2016년 2월 17일에 확인함.
9. ↑  “ドメスティックな彼女（9） - 講談社コミックプラス”. 2018年7月16日에 원본 문서에서 보존된 문서. 2016년 5월 17일에 확인함.
10. ↑  “ドメスティックな彼女（10） - 講談社コミックプラス”. 2018年7月17日에 원본 문서에서 보존된 문서. 2016년 8월 17일에 확인함.
11. ↑  “ドメスティックな彼女（11） - 講談社コミックプラス”. 2018年7月17日에 원본 문서에서 보존된 문서. 2016년 11월 17일에 확인함.
12. ↑  “ドメスティックな彼女（12） - 講談社コミックプラス”. 2018年7月17日에 원본 문서에서 보존된 문서. 2017년 2월 17일에 확인함.
13. ↑  “ドメスティックな彼女（13） - 講談社コミックプラス”. 2018年7月17日에 원본 문서에서 보존된 문서. 2017년 5월 17일에 확인함.
14. ↑  “ドメスティックな彼女（14） - 講談社コミックプラス”. 2018年7月16日에 원본 문서에서 보존된 문서. 2017년 7월 14일에 확인함.
15. ↑  “ドメスティックな彼女（15） - 講談社コミックプラス”. 2018年7月16日에 원본 문서에서 보존된 문서. 2017년 9월 15일에 확인함.
16. ↑  “ドメスティックな彼女（16） - 講談社コミックプラス”. 2018年7月17日에 원본 문서에서 보존된 문서. 2017년 11월 15일에 확인함.
17. ↑  “ドメスティックな彼女（17） - 講談社コミックプラス”. 2018年7月16日에 원본 문서에서 보존된 문서. 2018년 2월 16일에 확인함.
18. ↑  “ドメスティックな彼女（18） - 講談社コミックプラス”. 2018年6月18日에 원본 문서에서 보존된 문서. 2018년 4월 17일에 확인함.
19. ↑  “ドメスティックな彼女（19） - 講談社コミックプラス”. 2018年7月17日에 원본 문서에서 보존된 문서. 2018년 7월 17일에 확인함.
20. ↑  “ドメスティックな彼女（20） - 講談社コミックプラス”. 2018年10月21日에 원본 문서에서 보존된 문서. 2018년 10월 21일에 확인함.
21. ↑  “ドメスティックな彼女（21） - 講談社コミックプラス”. 2018年12月15日에 원본 문서에서 보존된 문서. 2018년 12월 17일에 확인함.
22. ↑  “ドメスティックな彼女（22） - 講談社コミックプラス”. 2019年3月30日에 원본 문서에서 보존된 문서. 2019년 3월 16일에 확인함.
23. ↑  “ドメスティックな彼女（23） - 講談社コミックプラス”. 2019년 6월 17일에 확인함.
24. ↑  “ドメスティックな彼女（24） - 講談社コミックプラス”. 2019년 9월 17일에 확인함.
25. ↑  “ドメスティックな彼女（25） - 講談社コミックプラス”. 2019년 11월 15일에 확인함.
26. ↑  “ドメスティックな彼女（26） - 講談社コミックプラス”. 2020년 2월 21일에 확인함.
27. ↑  “ドメスティックな彼女（27） - 講談社コミックプラス”. 2020년 5월 15일에 확인함.
28. ↑  “ドメスティックな彼女（28） - 講談社コミックプラス”. 2020년 8월 17일에 확인함.
29. ↑  “ドメスティックな彼女 公式薄い本 - 講談社コミックプラス”. 2020년 8월 17일에 확인함.